# Cicloelevador Trampe
O cicloelevador Trampe (do norueguês: Sykkelheisen Trampe) foi o primeiro e é o único elevador de bicicletas do mundo. O primeiro protótipo foi construído em 1993 em Trondheim, na Noruega, e foi depois removido no início de 2012, para ser substituído por um outro com tecnologia bem mais moderna, denominado de CycloCable. O termo Trampe vem da língua norueguesa, e significa literalmente "pisar".

## Utilização
Para usar este cicloelevador, é necessário adquirir um cartão de acesso que pode ser comprado ou alugado. A compra ou aluguer do dito cartão magnético tem um custo de cerca de 100 coroas, cerca de 13 euros. O cartão permite um número ilimitado de utilizações.
Ao usar este cicloelevador, o pé direito do ciclista é colocado sobre um ponto de apoio metálico sendo que o pé esquerdo fica no pedal da bicicleta. Depois o cartão de acesso é inserido no leitor de cartões, sendo necessário de seguida carregar num botão de iniciação. Após alguns segundos, o ciclista é empurrado para a frente e para cima através de um suporte metálico para o pé, sendo que o suporte sobe ao longo de uma calha.
Nos meses de verão, o Trampe é amplamente utilizado quer por habitantes de Trondheim em viagens pendulares, quer por turistas com cartões magnéticos alugados.